# Piobesi Torinese
Piobesi Torinese là một đô thị ở tỉnh Torino trong vùng Piedmont, có vị trí cách khoảng 15 km về phía tây nam của Torino, nước Ý. Tại thời điểm ngày 31 tháng 12 năm 2004, đô thị này có dân số 3.424 người và diện tích là 19,7 km².
Piobesi Torinese giáp các đô thị: Candiolo, None, Vinovo, Castagnole Piemonte, và Carignano.